# دانيال ويلكوكس
دانيال ويلكوكس (بالإنجليزية: Daniel Wilcox)‏ هو لاعب كرة قدم أمريكية أمريكي، ولد في 23 مارس 1977.

## وصلات خارجية
- دانيال ويلكوكس على موقع مرجع كرة القدم المحترفة.كوم (الإنجليزية)